# Station Amstelveen
Station Amstelveen is een voormalig spoorwegstation aan de Stationsstraat 28 in Amstelveen.

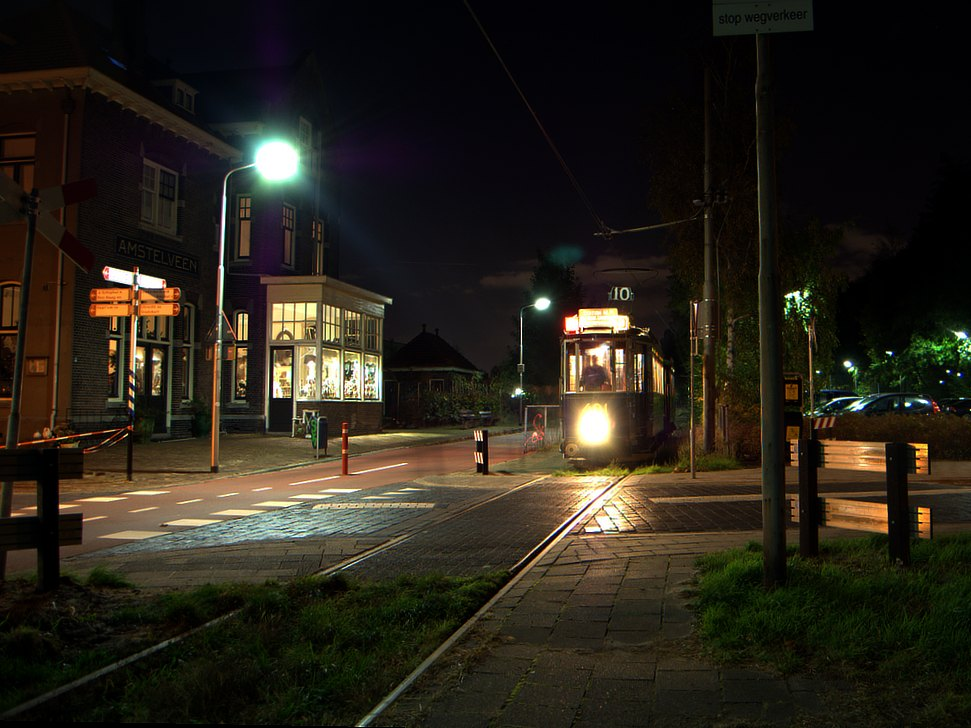
Station Amstelveen is nu een halte van de EMA.

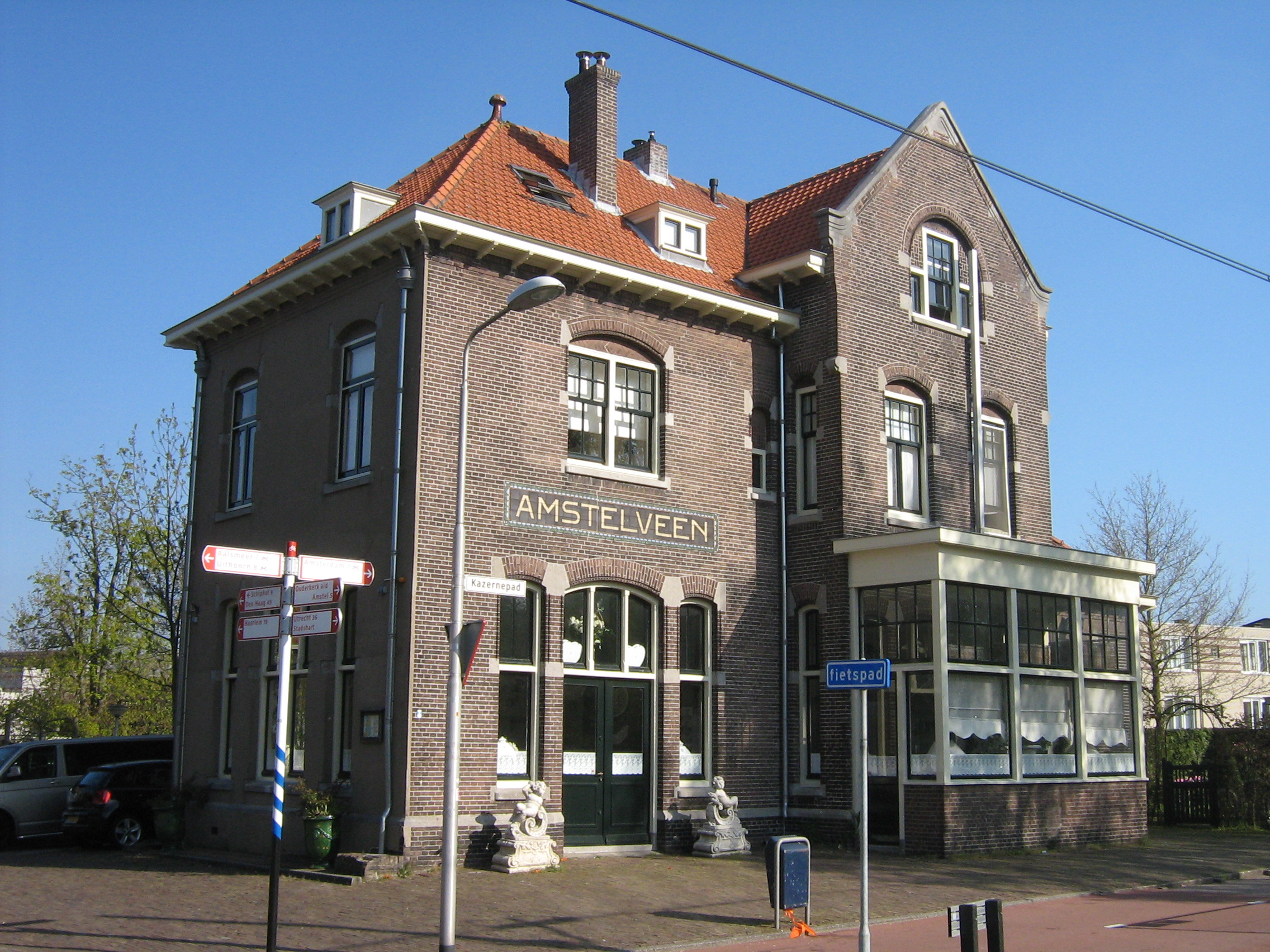
Station Amstelveen

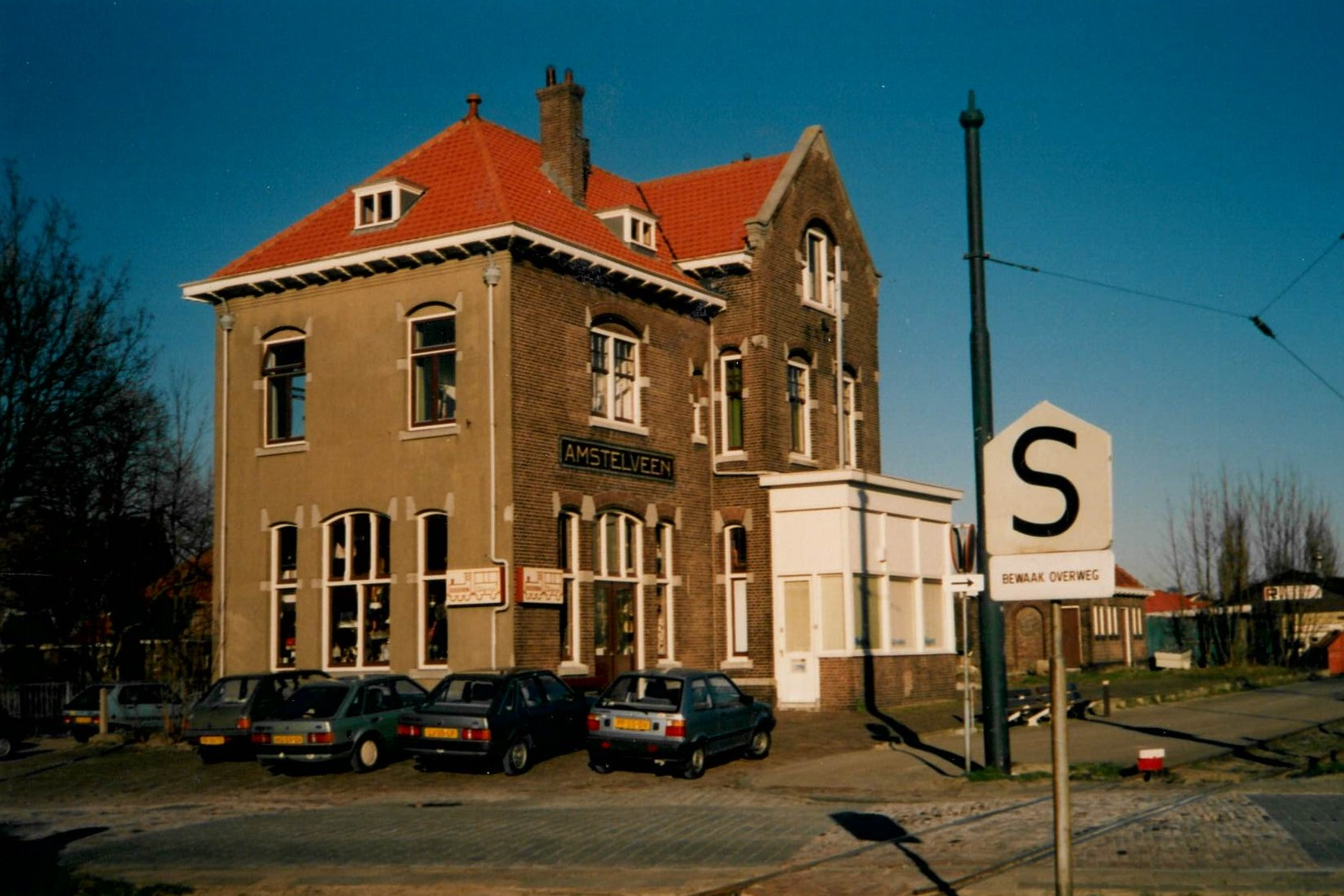
Station Amstelveen in 1991

Het station, van het Standaardtype HESM, lag aan de spoorlijn Aalsmeer - Amsterdam Willemspark, en werd geopend op 1 mei 1915. Op 3 september 1950 werd het station gesloten voor reizigersvervoer. Tot 27 mei 1972 was het nog in gebruik voor goederenvervoer.
Sinds 3 april 1983 heeft de Electrische Museumtramlijn Amsterdam hier een halte. Tot 25 april 1997 was dit tevens het eindpunt van de museumtramlijn. Aan de noordkant, bij het viaduct over Rijksweg 9, is een wisselplaats aangelegd.
Het stationsgebouw is blijven bestaan en is sinds 1998 een gemeentelijk monument. Het gebouw heeft in 2010 een opknapbeurt ondergaan en is in gebruik als winkel en woonruimte.
Station Amstelveen is in Zweden bekend uit kinderboeken als het Monsterstation, zoals beschreven door de schrijver Johan Elfner, die op deze locatie ook een hotel runt. 
Het Kazernepad voert langs het station.